# Уміт-апа
Умі́т-апа́ (каз. Үміт апа) — село у складі Павлодарського району Павлодарської області Казахстану. Входить до складу Мічурінського сільського округу.
Населення — 205 осіб (2021; 248 у 2009, 298 у 1999, 380 у 1989).
Національний склад станом на 1989 рік:
- казахи — 100 %

До 2018 року село називалось Березовка.